# Catharina-Amalia der Niederlande

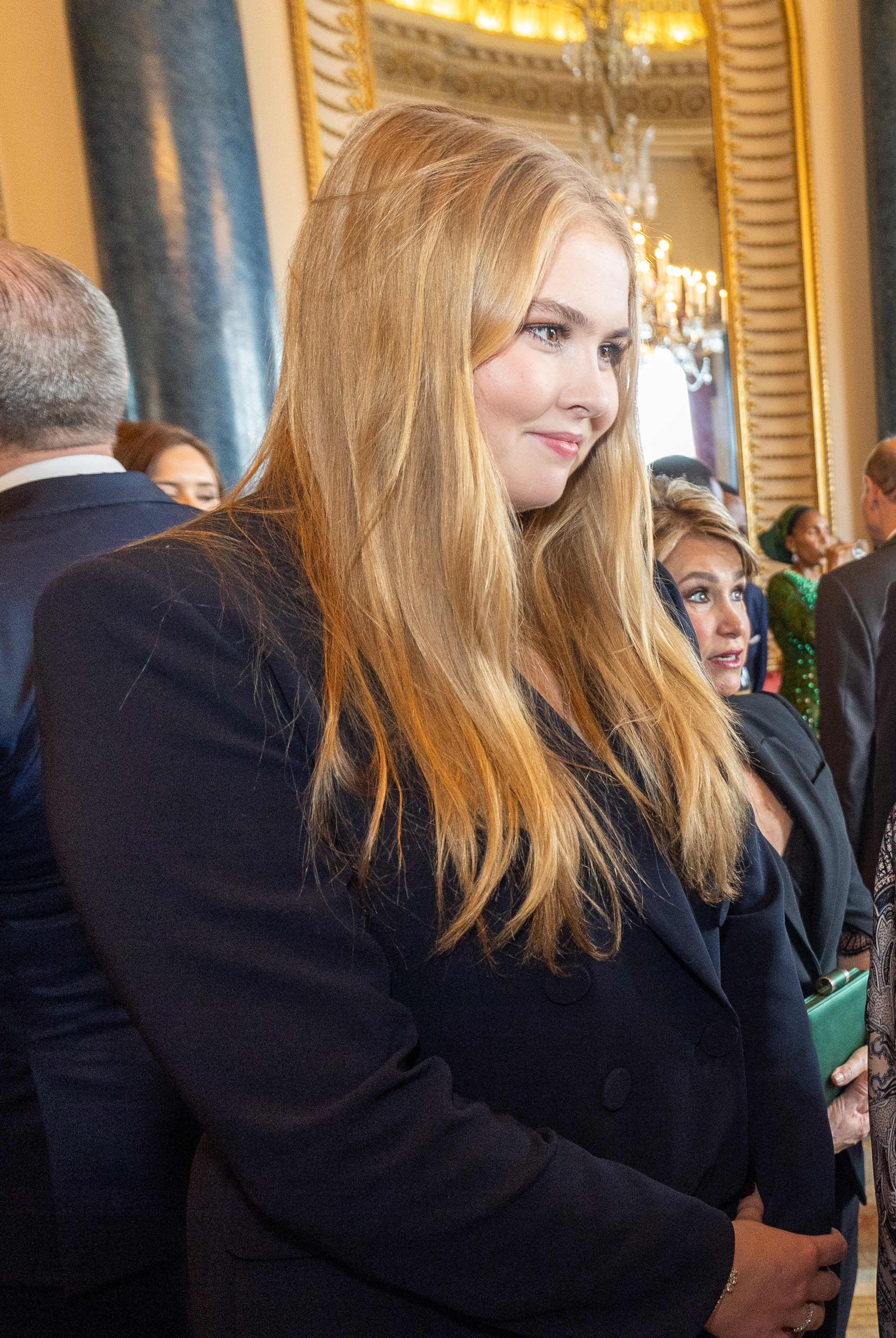
Prinzessin Catharina-Amalia (2023)

Prinzessin Catharina-Amalia Beatrix Carmen Victoria, Prinzessin von Oranien, Prinzessin der Niederlande, Prinzessin von Oranien-Nassau, Jonkvrouw van Amsberg (* 7. Dezember 2003 in Den Haag) ist die älteste Tochter von König Willem-Alexander der Niederlande und somit seit dem 30. April 2013 mit dem Titel Prinzessin von Oranien Kronprinzessin der Niederlande. Ihre Anrede lautet Königliche Hoheit.

## Leben

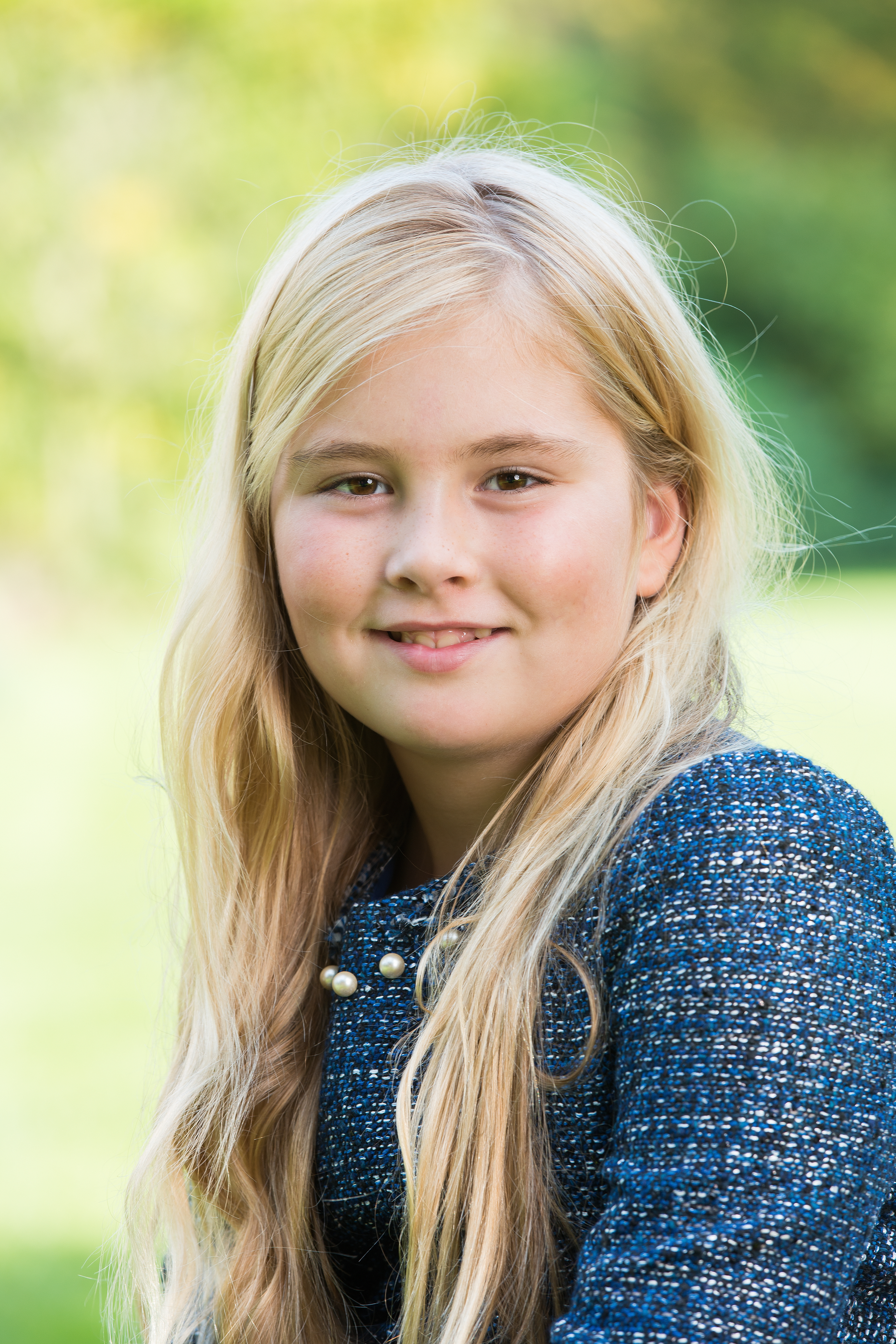
Catharina-Amalia (2014)

Die Prinzessin, deren familiärer Rufname Amalia ist, wurde 2003 als erste von drei Töchtern des niederländischen Kronprinzenpaares Willem-Alexander und Máxima geboren.
Am 12. Juni 2004 wurde Catharina-Amalia in der Grote Kerk in Den Haag von Carel ter Linden getauft. Ihre Paten waren ihr Onkel Prinz Constantijn von Oranien-Nassau, Kronprinzessin Victoria von Schweden, Marc ter Haar, Herman Tjeenk Willink, Samantha van Welderen Baroness Rengers-Deane und ihr Onkel Martín Zorreguieta (Bruder von Königin Máxima).
Sie hat zwei jüngere Schwestern, Prinzessin Alexia (* 2005) und Prinzessin Ariane (* 2007).

### Ausbildung
Von 2007 bis 2015 besuchte sie die Bloemcampschool, eine öffentliche Grundschule in Wassenaar, einem Vorort von Den Haag. 2015 wechselte sie auf das Christelijk Gymnasium Sorghvliet in Den Haag, an dem sie 2021 die Abiturprüfung bestand. Anschließend machte sie ein Gap Year.
Seit 2022 studiert sie den interdisziplinären Bachelor in Politik, Psychologie, Recht und Wirtschaft an der Universität von Amsterdam. Im Oktober 2022 wurde bekannt, dass sie wegen einer Bedrohungslage durch die Mocro-Mafia ihr Studentenleben in Amsterdam einstellen und in den elterlichen Palast nach Den Haag zurückziehen musste. Im April 2024 wurde bekannt, dass sie aus Sicherheitsgründen ein Jahr lang in der spanischen Hauptstadt Madrid gelebt hatte, von wo aus sie ihr Studium fortsetzte. Zu diesem Zeitpunkt lebte sie bereits wieder in den Niederlanden.

## Offizielle Aufgaben
Zur Prinzessin von Oranien (Prinses van Oranje) wurde sie nach Artikel 7 des Gesetzes über die Zugehörigkeit zum Königshaus mit dem Zeitpunkt der Abdankung ihrer Großmutter, Königin Beatrix, am 30. April 2013, da sie seitdem als ältestes Kind des Königs auf Platz 1 der niederländischen Thronfolge steht. Catharina-Amalia ist die erste Kronprinzessin, die die weibliche Form des Titels Prins(es) van Oranje (nicht zu verwechseln mit dem weniger exklusiven Prins(es) van Oranje-Nassau) aus eigenem Recht offiziell trägt.
Am 7. Dezember 2021 feierte Prinzessin Amalia ihren 18. Geburtstag und von diesem Tag an trat sie verfassungsgemäß in den Staatsrat ein. Bereits am 11. Juni 2021 kündigte sie in einem Brief an Ministerpräsident Mark Rutte an, vorläufig auf für sie ab dem 18. Geburtstag vorgesehene Zulagen – ein Jahreseinkommen in Höhe von 300.000 Euro und eine Unkostenvergütung in Höhe von 1,3 Millionen Euro – zu verzichten. Im Mai 2024 kündigte Prinzessin Amalia an, dass sie aufgrund veränderter Umstände ab 2025 die Unkostenvergütung beanspruchen wird.

## Wappen

Wappen der Prinzessin von Oranien

Das Wappen der Kronprinzessin, der Prinzessin von Oranien, zeigt den gleichen Schildinhalt wie das ihrer beiden jüngeren Schwestern, Prinzessin Alexia und Prinzessin Ariane, und das persönliche Wappen ihrer Mutter Königin Máxima, und ist auch mit der königlichen Krone bedeckt. Es war bereits bei der Geburt der damals noch künftigen Kronprinzessin per Dekret festgelegt, der königliche Beschluss war am 21. November 2003 erfolgt. Entworfen wurde es von Piet Bultsma, Mitglied des Hoge Raad van Adel. Im ersten und vierten Quartal zeigt es den Löwen des königlich niederländischen Staatswappens und im zweiten und dritten Quartal das Jagdhorn des historischen Fürstentums Orange, von dem sich der Prinzentitel van Oranje ableitet. Der goldene Herzschild ist das Wappen der Familie Zorreguieta, der Königin Máxima väterlicherseits entstammt: über gewelltem blauem Schildfuß eine rote Burg mit Zinnen und drei Türmen zwischen zwei entwurzelten grünen Zypressen, deren Stämme je von einem einwärts gekehrten laufenden schwarzen Wolf überdeckt sind. Als verheiratete Frau führt Königin Máxima das Wappen allerdings im ovalen Schild.

## Orden und Ehrungen
Seit ihrem 18. Geburtstag ist die Kronprinzessin Dame (inoffiziell) des Nassauischen Hausordens vom Goldenen Löwen und Großkreuzdame des Ordens vom Niederländischen Löwen. Da diese Orden für Frauen nicht vorgesehen sind, ist sie offiziell „Ritter“ (Ridder) dieser Orden.

### Straßenname
Vermutlich mit dem Neubau und der Umgestaltung des Bahnhofs Ypenburg und dessen Umfeld um das Jahr 2005 wurde eine der Straßen am westlichen Stadtrand von Den Haag Prinses Catharina-Amaliastraat benannt. Die Amaliastraat, unweit des Regierungssitzes des niederländischen Königs, wurde hingegen nicht nach der Kronprinzessin, sondern wahrscheinlich nach Amalia von Sachsen-Weimar-Eisenach, der ersten Ehefrau von Prinz Heinrich der Niederlande benannt.
Zudem war der Name bereits vor ihr, mit Amalie zu Solms-Braunfels, der Ehefrau von Friedrich Heinrich von Oranien, schon einmal im Hause Oranien vertreten.

### weitere Ehrungen
Mit der Zusammenlegung der Kavallerieeinheiten der Koninklijke Landmacht im Jahr 2020 erhielt der neue Verband den Namen Regiment Huzaren Prinses Catharina-Amalia verliehen. Die Panzer dieser Einheit sind Teil des deutsch-niederländischen Panzerbataillons 414.

## Vorfahren
| Ahnentafel Kronprinzessin Catharina-Amalia der Niederlande                                                                  | Ahnentafel Kronprinzessin Catharina-Amalia der Niederlande | Ahnentafel Kronprinzessin Catharina-Amalia der Niederlande | Ahnentafel Kronprinzessin Catharina-Amalia der Niederlande | Ahnentafel Kronprinzessin Catharina-Amalia der Niederlande | Ahnentafel Kronprinzessin Catharina-Amalia der Niederlande | Ahnentafel Kronprinzessin Catharina-Amalia der Niederlande | Ahnentafel Kronprinzessin Catharina-Amalia der Niederlande | Ahnentafel Kronprinzessin Catharina-Amalia der Niederlande |
| --- | --- | --- | --- | --- | --- | --- | --- | --- |
| Alt-Eltern | Wilhelm von Amsberg (1856–1929) ⚭ 1889 Elise von Vieregge (1866–1951) | Georg von dem Bussche-Haddenhausen (1869–1923) ⚭ 1896 Gabrielle Marie von dem Bussche-Ippenburg (1877–1973)                                                                 | Prinz Bernhard zur Lippe-Biesterfeld (1872–1934) ⚭ 1909 Armgard von Sierstorpff-Cramm (1883–1971)                                                                           | Herzog Heinrich zu Mecklenburg (1876–1934) ⚭ 1901 Königin Wilhelmina (1880–1962)                                                                                            | Amadeo Zorreguieta Hernández (* 1856/1868) ⚭ Máxima Blanca Bonorino Gonzalez (1874–1965)                                                                                    | Oreste(s) Stefanini ⚭ Tullia Borella (* ca. 1876) | Santiago Anastasio Cerruti Ponce de León (1868/1872–1940) ⚭ María de las Mercedes (de) Sautu Martínez (1876/1877–1955)                                                      | Domingo Carricart Etchart (1885–1953) ⚭ Carmen Cieza Rodríguez |
| Urgroßeltern | Klaus Felix von Amsberg (1890–1953) ⚭ 1924 Gosta von dem Bussche-Haddenhausen (1902–1996)                                                                                   | Klaus Felix von Amsberg (1890–1953) ⚭ 1924 Gosta von dem Bussche-Haddenhausen (1902–1996)                                                                                   | Prinz Bernhard zur Lippe-Biesterfeld (1911–2004) ⚭ 1937 Juliana (1909–2004), Königin der Niederlande 1948–1980                                                              | Prinz Bernhard zur Lippe-Biesterfeld (1911–2004) ⚭ 1937 Juliana (1909–2004), Königin der Niederlande 1948–1980                                                              | Juan Antonio Zorreguieta Bonorino (1899–1959) ⚭ Cesira Maria Stefanini Borella (1901–1999)                                                                                  | Juan Antonio Zorreguieta Bonorino (1899–1959) ⚭ Cesira Maria Stefanini Borella (1901–1999)                                                                                  | Jorge Horacio Cerruti de Sautu (1911–1992) ⚭ 1942 María del Carmen Carricart Cieza (1914/5–1999)                                                                            | Jorge Horacio Cerruti de Sautu (1911–1992) ⚭ 1942 María del Carmen Carricart Cieza (1914/5–1999)                                                                            |
| Großeltern | Claus von Amsberg (1926–2002) ⚭ 1966 Beatrix (* 1938), Königin der Niederlande 1980–2013                                                                                    | Claus von Amsberg (1926–2002) ⚭ 1966 Beatrix (* 1938), Königin der Niederlande 1980–2013                                                                                    | Claus von Amsberg (1926–2002) ⚭ 1966 Beatrix (* 1938), Königin der Niederlande 1980–2013                                                                                    | Claus von Amsberg (1926–2002) ⚭ 1966 Beatrix (* 1938), Königin der Niederlande 1980–2013                                                                                    | Jorge Horacio Zorreguieta Stefanini (1928–2017) ⚭ 1970 María del Carmen Cerruti Carricart (* 1944)                                                                          | Jorge Horacio Zorreguieta Stefanini (1928–2017) ⚭ 1970 María del Carmen Cerruti Carricart (* 1944)                                                                          | Jorge Horacio Zorreguieta Stefanini (1928–2017) ⚭ 1970 María del Carmen Cerruti Carricart (* 1944)                                                                          | Jorge Horacio Zorreguieta Stefanini (1928–2017) ⚭ 1970 María del Carmen Cerruti Carricart (* 1944)                                                                          |
| Eltern | Willem-Alexander (* 1967), König der Niederlande seit 2013 ⚭ 2002 Máxima geborene Zorreguieta Cerruti (* 1971), seit 2013 als Ehefrau des Königs „Königin Máxima“ tituliert | Willem-Alexander (* 1967), König der Niederlande seit 2013 ⚭ 2002 Máxima geborene Zorreguieta Cerruti (* 1971), seit 2013 als Ehefrau des Königs „Königin Máxima“ tituliert | Willem-Alexander (* 1967), König der Niederlande seit 2013 ⚭ 2002 Máxima geborene Zorreguieta Cerruti (* 1971), seit 2013 als Ehefrau des Königs „Königin Máxima“ tituliert | Willem-Alexander (* 1967), König der Niederlande seit 2013 ⚭ 2002 Máxima geborene Zorreguieta Cerruti (* 1971), seit 2013 als Ehefrau des Königs „Königin Máxima“ tituliert | Willem-Alexander (* 1967), König der Niederlande seit 2013 ⚭ 2002 Máxima geborene Zorreguieta Cerruti (* 1971), seit 2013 als Ehefrau des Königs „Königin Máxima“ tituliert | Willem-Alexander (* 1967), König der Niederlande seit 2013 ⚭ 2002 Máxima geborene Zorreguieta Cerruti (* 1971), seit 2013 als Ehefrau des Königs „Königin Máxima“ tituliert | Willem-Alexander (* 1967), König der Niederlande seit 2013 ⚭ 2002 Máxima geborene Zorreguieta Cerruti (* 1971), seit 2013 als Ehefrau des Königs „Königin Máxima“ tituliert | Willem-Alexander (* 1967), König der Niederlande seit 2013 ⚭ 2002 Máxima geborene Zorreguieta Cerruti (* 1971), seit 2013 als Ehefrau des Königs „Königin Máxima“ tituliert |
| Prinzessin Catharina-Amalia van Oranje-Nassau (* 2003), als Prinzessin von Oranien Kronprinzessin der Niederlande seit 2013 | | | | | | | | |